# Фоса ди Вале (Напуљ)
Фоса ди Вале је насеље у Италији у округу Напуљ, региону Кампанија.
Према процени из 2011. у насељу је живело 116 становника. Насеље се налази на надморској висини од 21 м.